# Laurent Angliviel de la Beaumelle
Laurent Angliviel de la Beaumelle (født 28. januar 1726, død 17. november 1773) var en fransk forfatter, som i en periode opholdt sig og virkede i Danmark.
Beuamelle var søn af den reformerte købmand Jean Angliviel og den katolske Suzanne d’Arnal, og blev født i Vallerargues i Languedoc og opdraget i Jesuiterkollegiet i Alais. I 1745 drog han til Genf, rimeligvis for at studere reformert teologi, for hvilken lære han altid bevarede stor hengivenhed.
Som hovmester for overjægermester Carl Christian von Grams sønner kom han i april 1747 til København, hvor han fra september 1748 til april 1750 udgav det fransksprogede ugeblad La Spectatrice danoise ou l’Aspasie moderne i Spectator-stil. Dets indhold er meget uensartet – fra religiøse afhandlinger til pirrende småfortællinger –, men det behandler sine emner med en frihed og lethed i stilen, som her var ukendt indtil da. Det vakte anstød, vistnok ved sine angreb på danske misbrug og uskikke, f.eks. lakajforfremmelsen, rangsygen, ved fremhæven af litteraturens og smagens lave standpunkt i Danmark, ved sin demokratiske bitterhed over for adelen og den friheds- og lighedsånd, som det bar til skue.
Med Ludvig Holberg, hvem Beaumelle åbenlyst smigrede, mens han sårede ham i maskerede udfald, stødte han sammen ved ytringer om den danske skueplads. Ved grev A.G. Moltkes indflydelse udnævntes han 28. marts 1750 til professor i fransk sprog. Efter en rejse til Paris begyndte han i januar 1751 forelæsninger på Charlottenborg for en adelig kreds, men dristige politiske udtalelser i hans samme år udgivne bog Mes pensées – et værk, hvori fine og træffende refleksioner står ved siden af højst ubetydelige – fremkaldte klager til kongen, Frederik 5.; han fjernedes med en rejsepenge og gik til Berlin (1751). Men en hensynsløs ytring i Mes pensées gjorde Voltaire til hans uforsonlige fjende. Dennes had forfulgte ham hele livet, tvang ham til at forlade Berlin i 1752 og bragte ham to gange i Bastillen (1753, 1756-57), hvorefter han forvistes til Languedoc, og det forbødes ham at lade noget trykke.
Kampen med Voltaire gav hans liv en skæv retning. Den sled ham op i en ufrugtbar polemik, hvori han i vid står ved siden af, i mådehold overgår sin store modstander (Réponse au Supplement du siécle de Louis XIV, 1754). I Toulouse optrådte han som varm forsvarer af den ulykkelige reformerte familie Calas.
23. marts 1764 ægtede han enken Rose Victoire Nicol, født de Lavaysse. Uagtet Voltaire ved lumpne angivelser hos ministrene søgte at bringe ham i ulykke, hævedes hans forvisning 1770, han fik en ansættelse ved Bibliothèque nationale de France i Paris, men døde allerede i 1773.
Af hans mangeartede skrifter mærkes: romanen l’Asiatique tolérant (1750), et Forsvar for tolerancen; Suite de la Défense de l’esprit des lois (1751), et forsvarsskrift for Montesquieu; Pensées de Sénéque (1752), tekst og oversættelse af Seneca; Mémoires pour servir à l’histoire de Mdm. de Maintenon (1755-56). Mellem hans mangeefterladte håndskrifter nævnes en ufuldendt dansk-historisk roman.
Beaumelle var ved vennen boghandleren Claude Philibert blevet optaget i Frimurerordenen allerede ved sit ophold i Schweiz. I København deltog han i logen Zorobabel og Frederik til det kronede Haabs møder, og avancerede hurtigt i rækkerne, således at han snart, efter hvad han fortæller i sine egne breve, blev logens ugentlige taler (orateur).